# ماونت انترپرایز (تگزاس)
ماونت انترپرایز، تگزاس (به انگلیسی: Mount Enterprise, Texas) یک شهر در ایالات متحده آمریکا با جمعیت ۵۲۵ نفر است که در تگزاس واقع شده‌است.

## موقعیت جغرافیایی
موقعیت جغرافیایی شهرها و مناطق اطراف به شرح زیر است: